# Піт Ланжель
Піт Ланжель (англ. Pete Langelle або англ. Peter Landiak, 4 листопада 1917, Вінніпег — 29 листопада 2010, Вінніпег) — канадський хокеїст, що грав на позиції центрального нападника.

## Ігрова кар'єра
Професійну хокейну кар'єру розпочав 1937 року.
Усю професійну клубну ігрову кар'єру, що тривала 16 років, провів, захищаючи кольори команд «Пітсбург Горнетс» та «Торонто Мейпл-Ліфс».

## Нагороди та досягнення
- Володар Меморіального кубка — 1937
- Володар Кубка Стенлі в складі «Торонто Мейпл-Ліфс» — 1942